# Eptatretus deani

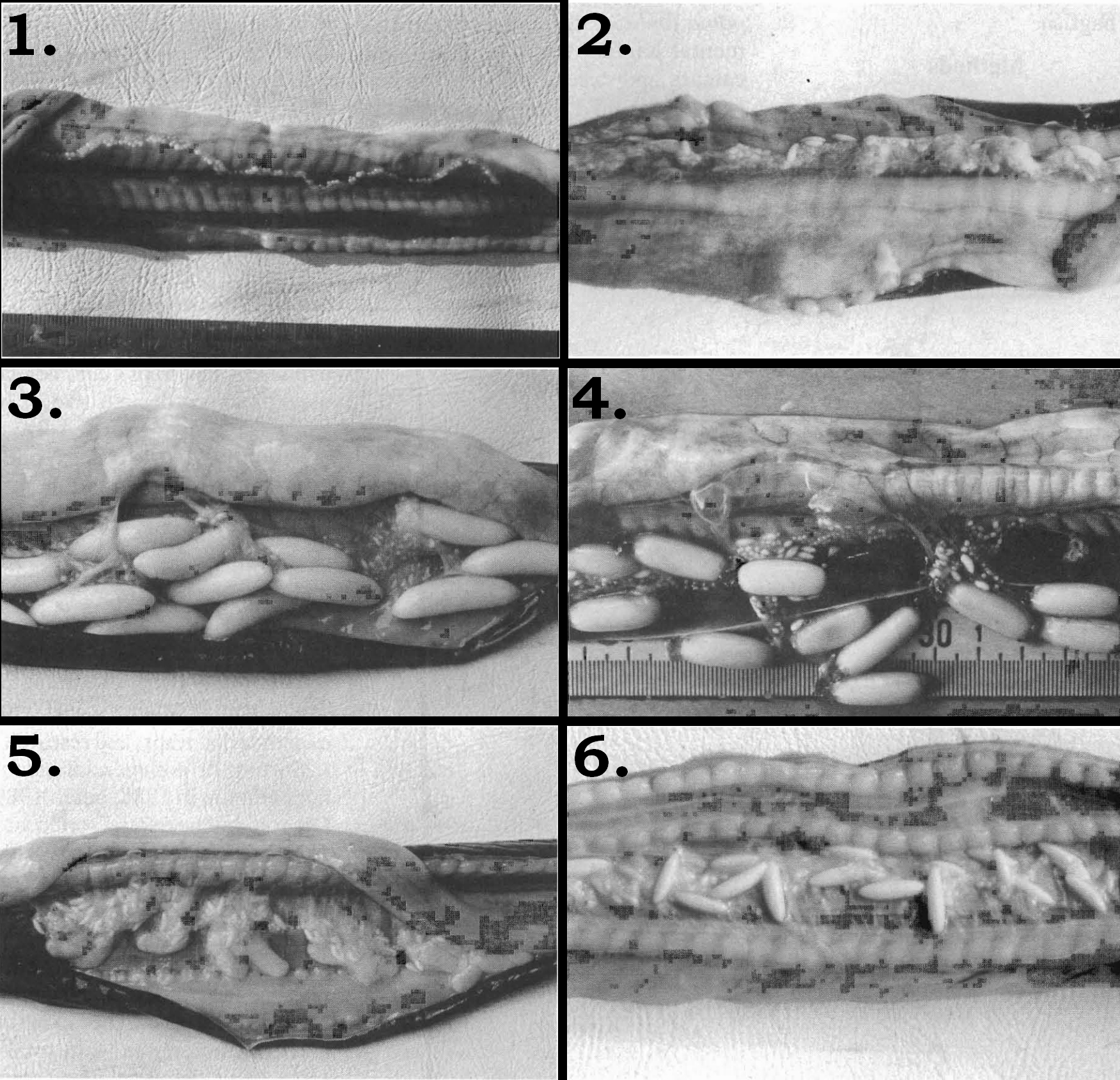
Gonady

Eptatretus deani – gatunek bezżuchwowca z rodziny śluzicowatych (Myxinidae).

## Zasięg występowania
Zachodni Pacyfik od Alaski po stan Baja California w Meksyku.

## Cechy morfologiczne
Osiąga maksymalnie 52,3 cm długości. Fałda ogonowa zaokrąglona z bruzdami przypominającymi promienie. Fałda brzuszna bardzo niska. Sięga do ostatniej pary otworów skrzelowych.
Ubarwienie czarne, często z jasnymi plamkami. Krawędzie fałd brzusznej i ogonowej mogą być jasne.

## Biologia i ekologia
Występuje na głębokości 103–2743 m. Żywi się pelagicznymi dziesięcionogami, dennymi skorupiakami, mięczakami, wieloszczetami, szczętkami, szkarłupniami i niewielkimi rybami.
W Oregonie dojrzałość płciową osiągają samce przy długości 34 cm, samice 38 cm. Trze się cały rok. Samica składa do 14 jaj.